# Louis Vola
Louis Vola (La Seyne-sur-Mer, 6 luglio 1902 – Parigi, 15 agosto 1990) è stato un musicista e contrabbassista francese, famoso per aver fatto parte del gruppo jazz Le Quintette du Hot Club de France.
Oltre che nel Quintette, Vola suonò anche il basso per Ray Ventura e Duke Ellington, tra gli altri. Fu anche un accordionista riconosciuto.
Nel 1934 fondò, insieme a Django Reinhardt e Stéphane Grappelli il Quintetto. in un'intervista del 1976, Vola raccontò di aver conosciuto Joseph e Django mentre suonavano la chitarra insieme su una spiaggia a Tolone. Vola li invitò a suonare con la propria band, i cui componenti includevano Stéphane Grappelli e Roger Chaput.